# Macapta mursa
Macapta mursa là một loài bướm đêm trong họ Noctuidae.